# Seznam krajev Unescove svetovne dediščine v Bosni in Hercegovini
Organizacija Združenih narodov za izobraževanje, znanost in kulturo (UNESCO) imenuje kraje svetovne dediščine, ki so pomembni kot svetovna naravna ali kulturna dediščina. Kraje svetovne dediščine ureja Unescova konvencija iz leta 1972. Bosna in Hercegovina je po razglasitvi neodvisnosti od Jugoslavije, ki je bila podpisnica konvencije, konvencijo ratificirala 12. julija 1993.
Na Unescovem seznamu je pet krajev Bosne in Hercegovine, na seznamu kandidatov pa jih je še devet (stanje 2024). Na seznam je bil prvi vpisan mostarski Stari most z bližnjo okolico (29. seja leta 2005). Most je med vojno  v Bosni in Hercegovini leta 1993 porušilo topništvo Hrvaškega obrambnega sveta. Po vojni je bil obnovljen in ponovno odprt leta 2004. Leta 2007 je bil na Unescov seznam vpisan Most Mehmef Paše Sokolovića v Višegradu. Sledil je vpis srednjeveških nagrobnikov,  stečkov, leta 2016. Stečke Bosna in Hercegovina deli s Hrvaško, Srbijo in Črno goro. Od 28 mest s stečki jih je 20 v Bosni in Hercegovini. Najbolj znani so stečki v Radimlji pri Stolcu v južni Hercegovini.

## Mesta svetovne dediščine
Mesta na Unescovem seznamu svetovne dediščine morajo izpolnjevati vsaj enega od deset kriterijev. Kriteriji od i do vi so kulturni, kriteriji od vii do x pa naravni.
| Mesto                                                                | Slika                       | Lokacija (občina) | Leto vpisa | Referenčna številka in kriteriji | Opis |
| -------------------------------------------------------------------- | --------------------------- | ----------------- | ---------- | -------------------------------- | --- |
| Stari most in stari del Mostarja                                     | Stari Most                  | Mostar            | 2005       | 946; vi (kulturni)               | Mesto zajema Stari most in njegovo okolico. Most čez Neretvo je bil zgrajen leta 1566/1567 na ukaz osmanskega sultana Sulejmana Veličastnega. Med vojno v Bosni in Hercegovini so ga s topniškim obstreljevanjem porušile sile Hrvaškega obrambnega svta. Po vojni je bil most obnovljen in leta 2004 ponovno odprt. |
| Most Mehmed Paše Sokolovića                                          | Most Mehmed Paše Sokolovića | Višegrad          | 2007       | 1260; ii, iv (kulturni)          | Most Mehmed Paše Sokolovića čez Drino je zgradil osmanski dvorni arhitekt Mimar Sinan na ukaz velikega vezirja Mehmed Paše Sokolovića. |
| Stečki* v Radimlji                                                   | Nekropola Radimlja          | 20 mest           | 2016       | 1504; iii, vi (kulturni)         | Stečki so monolitni srednjeveški nagrobniki v Bosni in Hercegovini in delih Hrvaške, Srbije in Črne gore. Prvi stečki so bili postavljeni v 12. stoletju in dosegli vrh v 14. in 15. stoletju. V Bosni in Hercegovini je 20 najdišč stečkov, največ na jugovzhodu države. Največja skupina steškov je v Radimlji pri Stolcu v južni Hercegovini.                                                                                              |
| Starodavni prvobitni bukovi gozdovi Karpatov in drugih delov Evrope* |                             | Šipovo            | 2021       | 1133quater; ix (naravni)         | Primeri neokrnjenih bukovih gozdov, ki pričajo o razvoju in širjenju bukve iz peščice refugijev v Alpah, Karpatih, Dinaridih, Sredozemlju in Pirenejih. Prvotne lokacije na Slovaškem in v Ukrajini so bile na seznam uvrščene leta 2007 kot »Prvobitni bukovi gozdovi Karpatov«, po razširitvah v letih 2011, 2017 in 2021 pa vključuje gozdove v skupno 18 državah. Leta 2021 je bil med ostalimi vpisan bosansko-hercegovski pragozd Janj. |
| Jama Vjetrenica                                                      |                             | Ravno             | 2024       | 1673; vii, x (naravni)           | Vjetrenica je največja jama v Bosni in Hercegovini. V toplejših delih leta iz vhoda piha hladen zrak. Je pomembno mesto biotske raznovrstnosti. V jami so našli fosile prazgodovinskih mesojedcev. |

## Seznam predlogov
Poleg mest, ki so že uvrščena na seznam svetovne dediščine, lahko države članice predlagajo tudi nova mesta, ki bi se po njihovem mnenju lahko uvrstila na seznam svetovne dediščine. Imenovanja so mogoča le, če je bilo mesto prej uvrščeno na seznam predlogov. Bosna in Hercegovina ima od leta 2019 na svojem okvirnem seznamu enajst predlogov.
| Mesto                                                                           | Slika                                 | Lokacija (občina)                  | Leto vpisa | Kriteriji                                | Opis |
| ------------------------------------------------------------------------------- | ------------------------------------- | ---------------------------------- | ---------- | ---------------------------------------- | --- |
| Sarajevo – edinstven simbol univerzalne multikulture in neprestano odprto mesto | Sarajevo                              | Sarajevo                           | 1997       | v (kulturni)                             | Sarajevo, prestolnica Bosne in Hercegovine, ima dolgo in bogato zgodovino verske in kulturne različnosti. |
| Naravni in kulturni sklop Jajca                                                 | Jajce                                 | Jajce                              | 2006       | ii, iii, iv, v, vi, vii (mešani)         | Mesto Jajce se nahaja na sotočju rek Pliva in Vrbas. Ustanovljeno je bilo v srednjem veku in svojo končno podobo dobilo v osmanskem obdobju. |
| Zgodovinsko mesto Počitelj                                                      | Počitelj                              | Čapljina                           | 2007       | ii, iii, iv, v, vi (kulturni)            | Mesto Počitelj predstavlja enega redkih urbanih sklopov v Bosni in Hercegovini, ki je v celoti ohranil podobo iz srednjega veka in osmanskega obdobja. |
| Naravni in kulturni sklop Blagaja.                                              | Blagaj                                | Mostar                             | 2007       | ii, iii, iv, v, vi, vii (mešani)         | Mesto Blagaj se nahaja ob izviru Bune in vsebuje več primerov osmanske arhitekture, med njimi tudi tekijo. |
| Naravni in arhitekturni sklop Blidinje                                          | Blidinjsko jezero                     | Jablanica, Posušje in Tomislavgrad | 2007       | i, iii, iv, v, vi, vii, viii, ix (mixed) | Območje naravnega parka Blidinje je primer geoloških procesov, ki so se odvijali med orogenezo Dinaridov, pa tudi primer evolucijskega razvoja poledenodobne flore in favne. Območje ima širok spekter endemičnih rastlinskih združb in več stečkov.. |
| Naravni in arhitekturni sklop Stolca                                            | Stolac                                | Stolac                             | 2007       | ii, iii, iv, v, vi, vii (mešani)         | Zgodovinsko jedro Stolca je primer kompleksne kulturno-zgodovinske in naravne združbe. Na območju Stolca so ostanki Ilirov in Rimljanov, srednjega veka ter osmanskega, avstro-ogrskega in jugoslovanskega obdobja. |
| Naravni rezervat - pragozd Perućica                                             | Perućica                              | Foča                               | 2017       | vii, ix, x (naravni)                     | Prvobitni gozd Perućica je pomembno mesto biotske raznovrstnosti, kjer živi rjavi medved, volk in ris, pa tudi več vrst ptic, plazilcev in dvoživk. Njen gorski potok tvori 75 m visok slap Skakavac. |
| Staro judovsko pokopališče v Sarajevu                                           | Jewish Cemetery in Sarajevo           | Sarajevo                           | 2018       | ii, iii, iv, vi (kulturni)               | Staro judovsko pokopališče leži na strmem pobočju in meri 31.160 m2. Na njem je več kot 3.850 nagrobnikov, štirje spomeniki žrtvam fašističnega terorja v drugi svetovni vojni in več kenotafov. Kompleks vključuje tudi veliko aškenasko kostnico, zgrajeno leta 1962 po ekshumaciji starih in novih pokopališč Aškenazov. Od leta 1966 se na pokopališču ne pokopava. Poznavalci menijo, da se geniza (pokopališče za dotrajane knjige) nahaja na jugovzhodnem delu pokopališča.. |
| Kompleks travertinskih slapov v Martin brodu v Narodnem parku Una               | Waterfall on Una river in Martin Brod | Bihać                              | 2019       | vii, ix (naravni)                        | V gornjem toku reke Une je več slapov in tvorb iz travertina. Pokrajina je pomembno mesto biotska raznovrstnosti.. |